# Хінотепе
Хінотепе (ісп. Jinotepe) — місто і муніципалітет в західній частині Нікарагуа, адміністративний центр департаменту Карасо.

## Географія
Розташоване на південний схід від столиці країни, Манагуа, та на північний захід від міста Гранада. Абсолютна висота — 550 метрів над  рівнем моря.

## Населення
За даними на 2013 рік чисельність населення міста становить 35 911 осіб.
Динаміка чисельності населення міста по роках:
| 1971   | 1995   | 2000   | 2005   | 2013   |
| ------ | ------ | ------ | ------ | ------ |
| 12 461 | 25 132 | 27 638 | 31 257 | 35 911 |